# Tetanocera lacera
Tetanocera lacera är en tvåvingeart som beskrevs av Christian Rudolph Wilhelm Wiedemann 1830. Tetanocera lacera ingår i släktet Tetanocera och familjen kärrflugor. Inga underarter finns listade i Catalogue of Life.